# Wilschenbruch
Wilschenbruch ist ein Stadtteil im Süden von Lüneburg in Niedersachsen. Mit 758 Einwohnern ist er deutlich der bevölkerungsärmste der Lüneburger Stadtteile.

## Geschichte
Wilschenbruchs Anfänge gehen zurück bis ins Jahr 1360, als der Besitz derer von Meding als Lehnshof geführt wurde.
1466 wurde ebendieser Hof an Dietrich Wülsche verpfändet, von dem sich letztendlich auch der Name ableitet.
Nach bekannten Patriziern als Besitzern, wie Viskule, von Dassel, von Witzendorff, ging das Eigentum 1803 an den Rittmeister von Bülow über. Zu seiner Zeit war der Gutshof als Ausflugsziel mit Schankwirtschaft und Kegelbahn bekannt. Der Gutshof lag etwa Amselweg, Ecke Reiherstieg. Die Wohnbebauung in Form von Villen begann 1906 von dort bis zum Auekamp.
1905 pachtete der 1901 gegründete Lüneburger Fußball Club L.F.C. heute Lüneburger SK Hansa den Auekamp. Das Gelände wurde in Folge einer Insolvenz des Vereins 2014 verkauft und in Bauland umgewandelt, die Wohnbebauung beginnt Mitte 2015.
Im Zeitraum 1920–1936 und vor allem ab 1960 bekam Wilschenbruch sein heutiges Aussehen. Bekannt wurde der Ort Anfang des 21. Jahrhunderts auch durch die Therapeutische Gemeinschaft Wilschenbruch, eine 1993 gegründete, umstrittene Psychotherapie-Einrichtung, die im Bereich der Drogentherapie tätig war.